# 됴화
됴화는 1987년에 개봉된 대한민국의 영화인데 시대멜로물이면서도 여자의 운명과 삶의 행로를 철저한 사실적 근거에 의해 만들어   화제가 됐다.

## 줄거리
어머니의 기원으로, 마을의 도화나무가 내린 축복과 저주를 한 몸에 받고 태어난 됴화(강수연)는 세살 때에 음과 양의 이치를 터득한다. 성장과정에서 특이한 감각적인 육체로, 주위를 놀라게 하며 도화의 숙명적인 오방살의 인생이 시작되는데...

## 제작
- 감독 유지형

## 출연
- 강수연 : 됴화
- 이대근
- 임성민
- 박중훈
- 남궁원
- 방희
- 김기주
- 김인문
- 엄유신
- 김을동
- 조주미
- 김지영
- 김영인
- 홍윤정
- 주상호
- 양택조
- 최재호
- 나갑성
- 남포동
- 한명환
- 박부양
- 문철재
- 신찬일
- 김경란
- 어수경
- 이희자
- 고영란
- 박장호

## 수상
1. ↑  신정희 (1987년 6월 17일). “한국영화 볼맛 난다”. 매일경제. 2025년 7월 27일에 확인함.